# Tri Nations 1999
Il Tri Nations 1999 (in inglese 1999 Tri Nations Series) fu la 4ª edizione del torneo annuale di rugby a 15 tra le squadre nazionali di Australia, Nuova Zelanda e Sudafrica.
Si tenne dal 10 luglio al 28 agosto 1999 e vide il ritorno alla vittoria della Nuova Zelanda, al suo terzo titolo.
Gli All Blacks, dopo il deficitario torneo dell'anno precedente terminato all'ultimo posto con quattro sconfitte in altrettanti incontri, tornarono alla vittoria con tre vittorie consecutive, che furono sufficienti per la conquista del loro terzo trofeo in quattro edizioni; l'ultima loro gara, tenutasi a Sydney contro l'Australia, fu consegnata alle statistiche per la vittoria della Bledisloe Cup da parte degli Wallabies e per la caduta del precedente record d'affluenza nel rugby internazionale, innalzato a 107042 spettatori, destinato a durare solo fino alla stagione successiva, quando fu battuto ancora in occasione della stessa partita.
Il valore delle marcature, come stabilito dall’IRFB nel 1992, era: 5 punti per ciascuna meta (7 se trasformata), 3 punti per la realizzazione di ciascun calcio piazzato, idem per il drop.

## Nazionali partecipanti e sedi
| Squadra       | Città                   | Impianto interno                        |
| ------------- | ----------------------- | --------------------------------------- |
| Australia     | Brisbane Sydney         | Lang Park Stadium Australia             |
| Nuova Zelanda | Auckland Dunedin        | Eden Park Carisbrook                    |
| Sudafrica     | Città del Capo Pretoria | Newlands Stadium Stadio Loftus Versfeld |

## Risultati
| Arbitro: | Peter Marshall |

|                           |      |  |
| Cullen Marshall J. Wilson | mt   |  |
| T. Brown Mehrtens         | tr   |  |
| Mehrtens (3)              | c.p. |  |

| Arbitro: | Paddy O'Brien |

|                      |      |                 |
| Burke Horan Roff (2) | mt   |                 |
| Burke (3)            | tr   |                 |
| Burke (2)            | c.p. | v. Straaten (2) |

| Arbitro: | Bevan |

|              |      |                |
| Marshall     | mt   | Gregan Herbert |
| Mehrtens     | tr   | Burke          |
| Mehrtens (9) | c.p. | Burke          |

| Arbitro: | Ed Morrison |

|                       |      |              |
| Snyman v.d Westhuizen | mt   | Cullen (2)   |
| G. du Toit            | tr   |              |
| G. du Toit (2)        | c.p. | Mehrtens (7) |
|                       | drop | J. Wilson    |

| Arbitro: | Colin Hawke |

|         |      |           |
| Fleck   | mt   |           |
| de Beer | tr   |           |
| de Beer | c.p. | Burke (3) |

| Arbitro: | Jim Fleming |

|           |      |          |
| Connors   | mt   | Mehrtens |
| Burke     | tr   | Mehrtens |
| Burke (7) | c.p. |          |

### Classifica
| Pos | Squadra       | G | V | N | P | PF  | PS  | DP  | BMP | Pt |
| --- | ------------- | - | - | - | - | --- | --- | --- | --- | -- |
| 1   | Nuova Zelanda | 4 | 3 | 0 | 1 | 103 | 61  | +42 | 0   | 12 |
| 2   | Australia     | 4 | 2 | 0 | 2 | 84  | 57  | +27 | 2   | 10 |
| 3   | Sudafrica     | 4 | 1 | 0 | 3 | 34  | 103 | −69 | 0   | 4  |